# Toruńska Orkiestra Symfoniczna

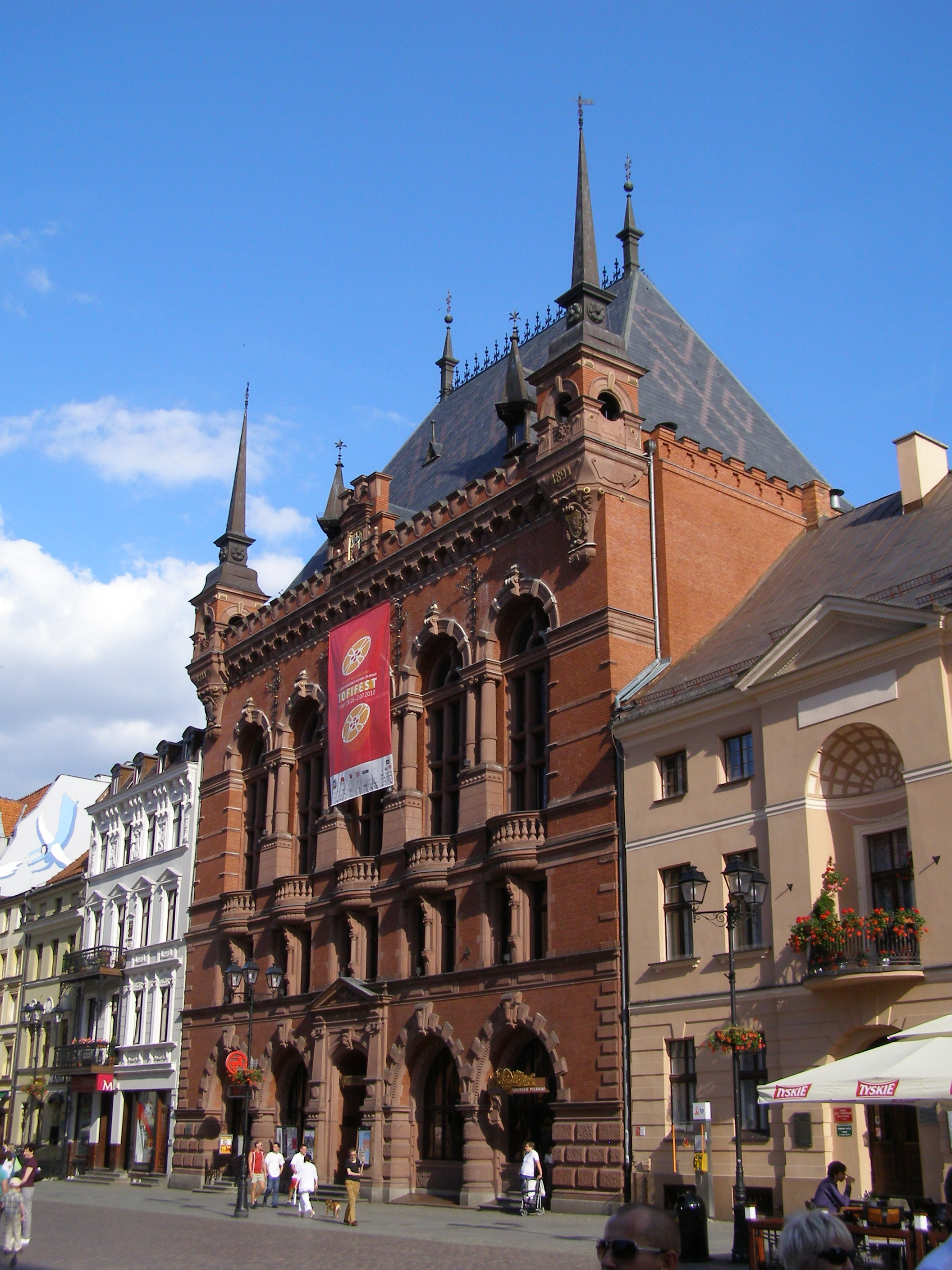
W latach 1994–2015 orkiestra symfoniczna koncertowała w Sali Wielkiej Dworu Artusa

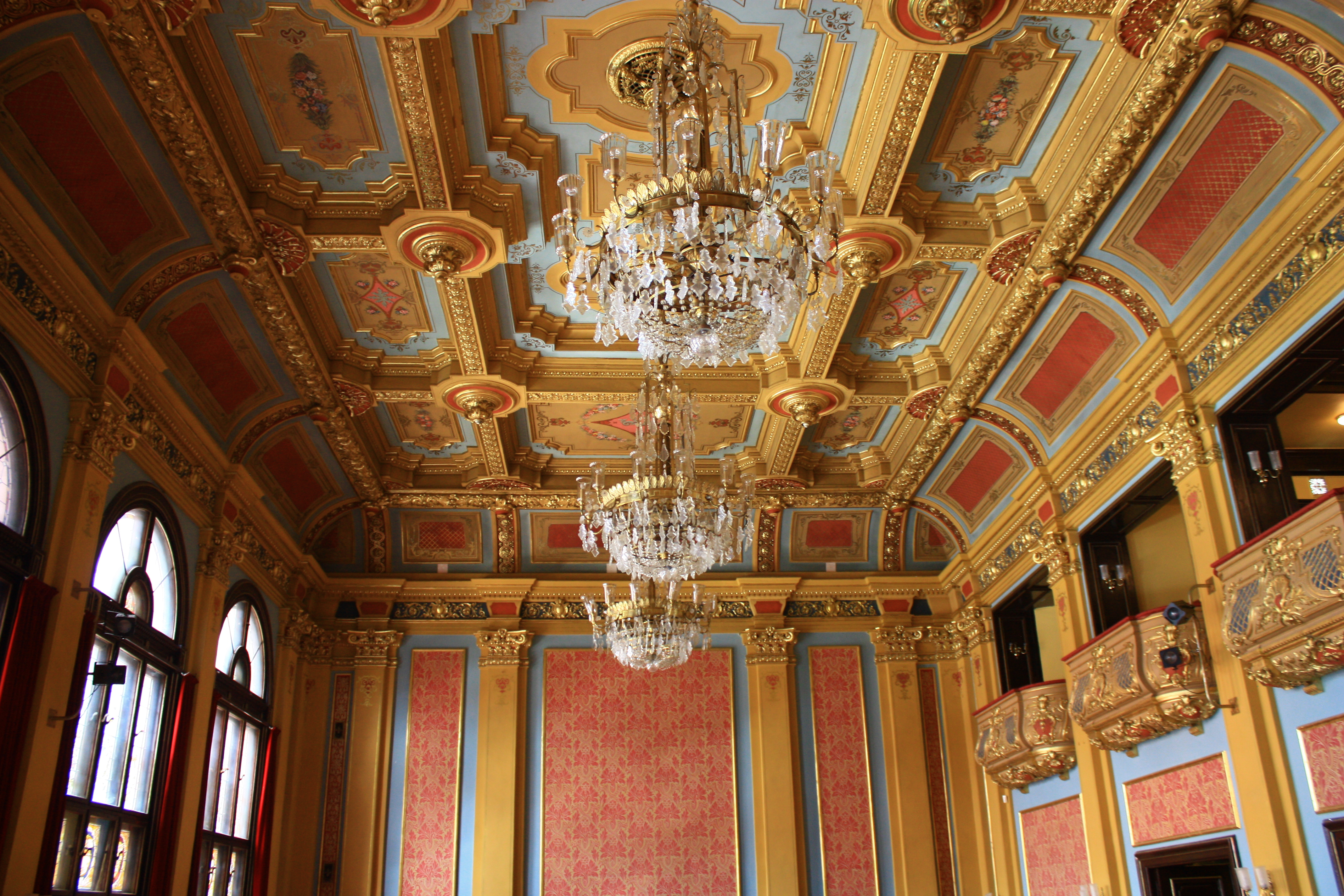
Sala Wielka Dworu Artusa

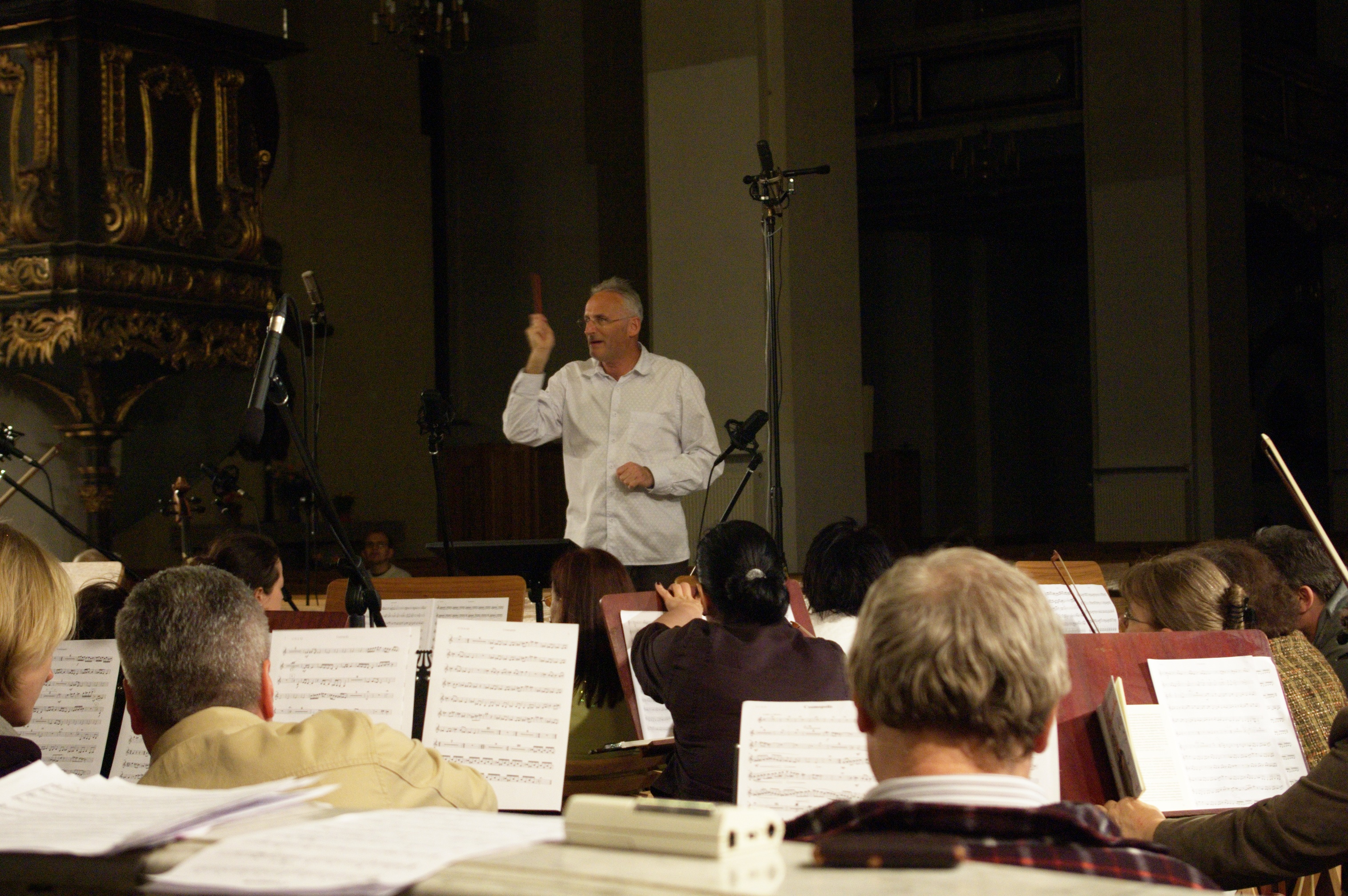
Krzesimir Dębski jako dyrygent wraz z Toruńską Orkiestrą Symfoniczną i Chórem Astrolabium podczas nagrywania swojej kompozycji pt. Cosmopolis; Toruń, kościół św. Ducha

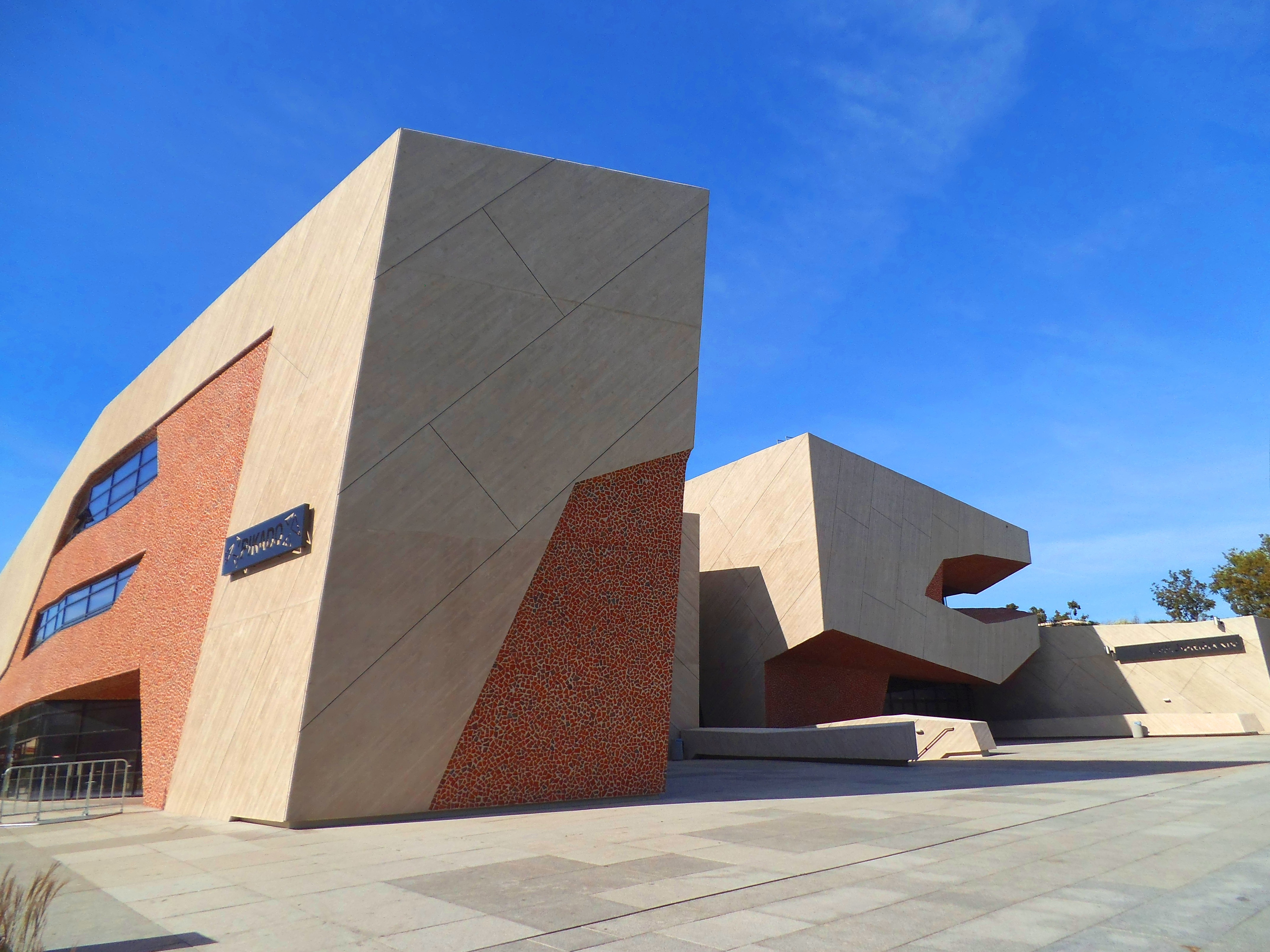
Centrum Kulturalno-Kongresowe Jordanki, od 2015 roku siedziba TOS

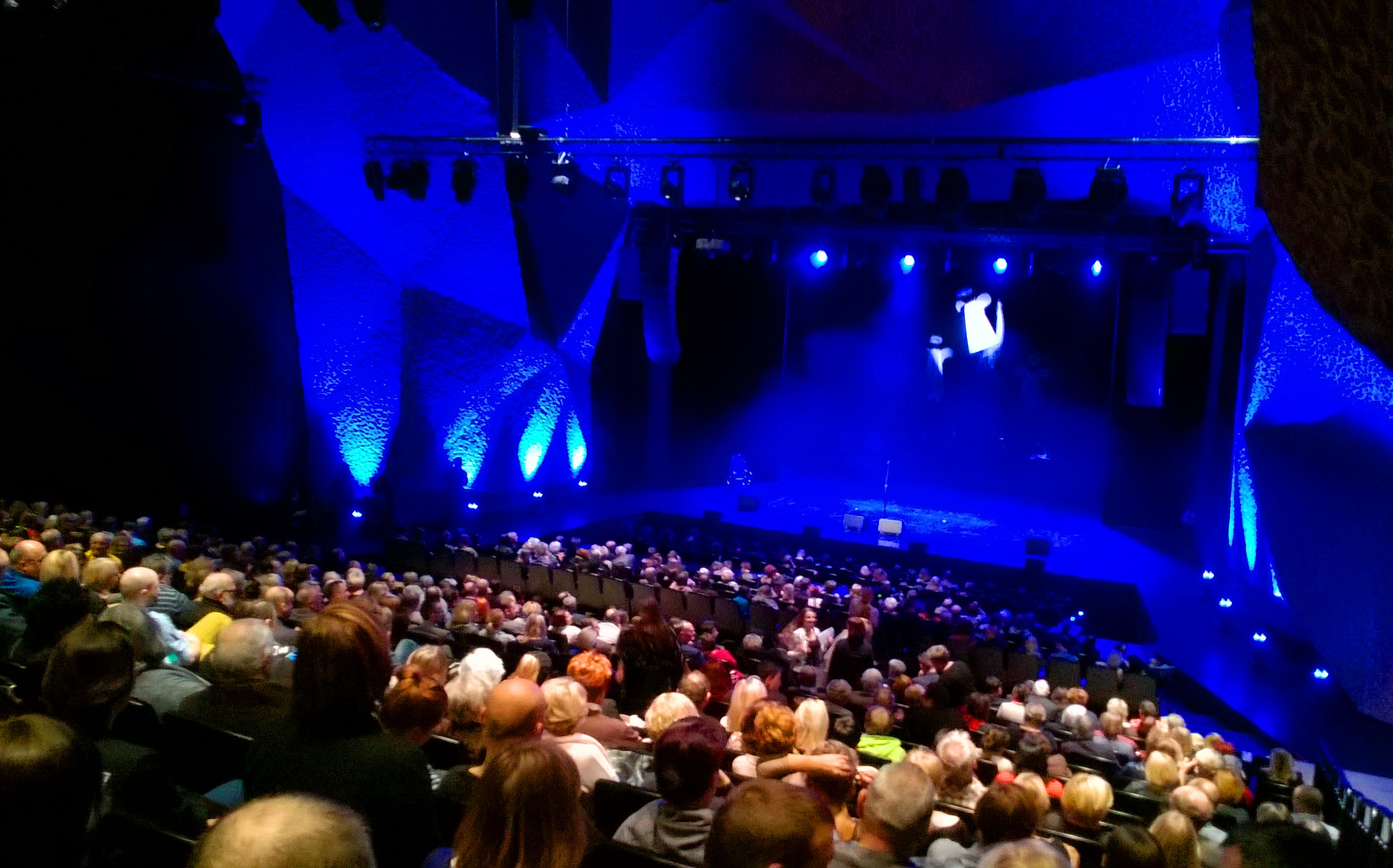
Centrum Kulturalno-Kongresowe Jordanki, sala koncertowa

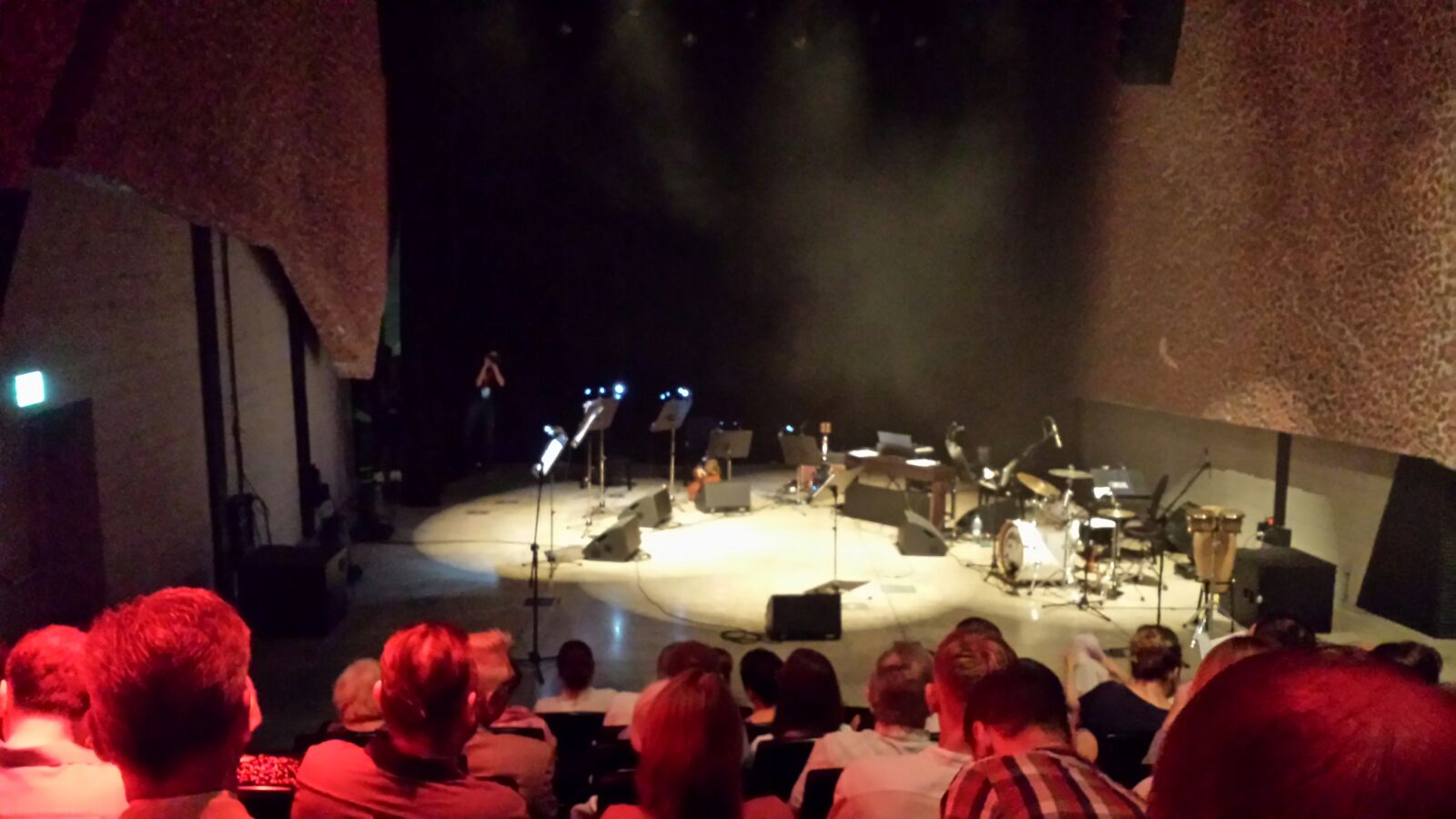
Centrum Kulturalno-Kongresowe Jordanki, sala kameralna

Toruńska Orkiestra Symfoniczna – orkiestra symfoniczna założona w 1978 roku w Toruniu jako Toruńska Orkiestra Kameralna, w 2006 roku przekształcona w Toruńską Orkiestrę Symfoniczną.
Od listopada 2015 roku siedzibą Toruńskiej Orkiestry Symfonicznej jest Centrum Kulturalno-Kongresowe Jordanki. 

## Charakterystyka
Toruńska Orkiestra Kameralna pod zarząd Miasta Toruń przeszła w 1990 roku. Od tego czasu utrzymywana jest przez Miasto Toruń i jemu zawdzięcza dynamiczny rozwój.
Zespół wpisał się na stałe w kulturalny krajobraz miasta, poprzez organizowanie koncertów dla mieszkańców Torunia i sławiąc jego imię na licznych tournée krajowych i zagranicznych. Na przestrzeni swojej XXXVI-letniej działalności dała około dwóch i pół tysięcy koncertów we wszystkich znaczących miastach Polski oraz w wielu krajach Europy (m.in. Belgia, Szwajcaria, Czechy, Słowacja, Niemcy, Dania, Wielka Brytania, Włochy, Francja, Białoruś, Litwa), a także na prestiżowych festiwalach. Orkiestra może się również poszczycić miesięcznym tournée w Chinach oraz uczestnictwem w dwóch koncertach Gali Operowej w Pamplonie. W październiku 2010 roku Toruńska Orkiestra Symfoniczna zagrała koncert w Cirque Royal w Brukseli.
Ważnym aspektem działalności Toruńskiej Orkiestry Symfonicznej jest edukacja muzyczna dzieci i młodzieży, obejmująca swym zasięgiem nie tylko Toruń, ale również teren województwa kujawsko-pomorskiego. Ponadto Orkiestra współpracuje od lat z Zespołem Szkół Muzycznych im. Karola Szymanowskiego w Toruniu, umożliwiając wyróżniającym się młodym artystom występowanie w roli solistów na specjalnie organizowanych koncertach. Podstawowy skład orkiestry liczy 57 osób.
Od 2020 roku strategicznym sponsorem Toruńskiej Orkiestry Symfonicznej jest spółka Nova Trading.

## Historia
Orkiestrę Symfoniczną powołano w Toruniu 22 kwietnia 1936 roku. W roku następnym podjęto już decyzję o budowie nowego gmachu i wybrano na patrona niedawno zmarłego kompozytora Karola Szymanowskiego. Wybuch II wojny światowej udaremnił jednak realizację tych zamierzeń. Po wojnie orkiestra symfoniczna odrodziła się już w marcu 1945 roku. Wkrótce jednak, wraz z decyzją o przeniesieniu władz województwa z Torunia do Bydgoszczy, zlikwidowano w Toruniu bądź przeniesiono do Bydgoszczy wiele innych instytucji. Wielu członków toruńskiej orkiestry weszło w skład nowo powstałej w 1945 roku w Bydgoszczy Orkiestry Symfonicznej Pomorskiej Rozgłośni Polskiego Radia oraz powstałej tamże w 1946 roku Miejskiej Orkiestry Symfonicznej, od roku następnego działającej pod nazwą Pomorskiej Orkiestry Symfonicznej, a od 1953 roku pod dzisiejszą nazwą Filharmonii Pomorskiej. Przez kolejne dziesięciolecia, w rzeczywistości centralnego planowania, orkiestra symfoniczna nie miała szans powstania w Toruniu, mieście od 17 marca 1945 roku nie będącym siedzibą województwa. Dopiero po reformie administracyjnej i przywróceniu w Toruniu siedziby województwa w 1975 roku nastały okoliczności, które doprowadziły w rezultacie do odtworzenia tu orkiestry symfonicznej.

### Nowa siedziba
Budowę nowej siedziby dla Toruńskiej Orkiestry Symfonicznej - Centrum Kulturalno-Kongresowe Jordanki – rozpoczęto w kwietniu 2013 roku, zaś ukończono w listopadzie 2015 roku. Uroczyste otwarcie tego Centrum nastąpiło 12 grudnia 2015 roku. Podczas inauguracyjnego koncertu Toruńska Orkiestra Symfoniczna wykonała m.in. IX Symfonię Ludwiga van Beethovena.

## Repertuar
Repertuar orkiestry obejmuje kilkaset pozycji – od utworów barokowych do współczesnych. Dotychczas orkiestra nagrywała dla Polskiego Radia i Telewizji oraz Radia Suisse Romande, nagrała również pięć płyt kompaktowych.

## Współpracownicy
Z orkiestrą współpracowali polscy dyrygenci: (Tomasz Bugaj, Mirosław Jacek Błaszczyk, Krzysztof Missona, Marek Pijarowski, Zygmunt Rychert, Jerzy Swoboda, Karol Stryja), soliści – instrumentaliści (Andrzej Bauer, Rafał Blechacz, Wadim Brodski, Kaja Danczowska, Eugen Indjic, Krzysztof Jakowicz, Maria Iaszwili, Kevin Kenner, Konstanty Andrzej Kulka, Waldemar Malicki, Janusz Olejniczak, Piotr Paleczny, Ewa Pobłocka, Bernard Ringeissen, Tatiana Szebanowa, Wojciech Waleczek, Wanda Wiłkomirska) oraz wokaliści (Bożena Harasimowicz, Iwona Hossa, Urszula Kryger, Jadwiga Rappé, Katarzyna Suska, Stefania Toczyska, Elżbieta Towarnicka, Andrzej Hiolski, Piotr Kusiewicz, Jerzy Mechliński, Adam Zdunikowski).
Z orkiestrą współpracowały także chóry, w tym rówieśnik Orkiestry, Chór Akademicki Uniwersytetu Mikołaja Kopernika w Toruniu.

## Festiwale
Znaczącym wydarzeniem organizowanym przez Toruńską Orkiestrę od 1997 roku jest Międzynarodowy Festiwal „Nova Muzyka i Architektura”. Jego ideą jest prezentowanie muzyki klasycznej w zabytkowych, historycznych wnętrzach. Koncerty festiwalowe organizowane są przez dwa miesiące wakacyjne – lipiec i sierpień.
Drugim festiwalem organizowanym przez Toruńską Orkiestrę Symfoniczną jest Międzynarodowy Festiwal i Konkurs Skrzypcowy im. Karola Lipińskiego, odbywający się cyklicznie co trzy lata. Kolejna edycja rozpocznie się w 2023 roku. W ramach festiwalu odbywa się również Międzynarodowy Konkurs Skrzypcowy. Podczas ostatniej edycji festiwalu w 2019 roku Dyrektorem Festiwalu i Konkursu był p.o. Dyrektora Toruńskiej Orkiestry Symfonicznej – Przemysław Kempiński, zaś Dyrektorem Artystycznym Dainius Pavilionis.

## Dyrektorzy
| Dyrektor             | Okres urzędowania | Źródło        |
| -------------------- | ----------------- | ------------- |
| ?                    | ?–1994            |               |
| Marek Wakarecy       | 1994–2007         | [ 7 ]         |
| Paweł Dudzik         | 2007–2016         | [ 8 ]         |
| Marek Czekała        | 2016–2019         | [ 9 ]         |
| Przemysław Kempiński | 2019–2020 (p.o.)  | [ 10 ]        |
| Przemysław Kempiński | od 2020           | [ 11 ] [ 12 ] |